# Pawieł Korobow
Pawieł Iwanowicz Korobow (ros. Павел Иванович Коробов, ur. 6 sierpnia?/19 sierpnia 1902 w Makiejewce, zm. 17 sierpnia 1965 w Moskwie) – radziecki działacz przemysłowy i państwowy, Bohater Pracy Socjalistycznej (1943).

## Życiorys
Od 1916 pracował w zakładzie metalurgicznym w Makiejewce, m.in. jako pomocnik ślusarza i ślusarz, w 1938 ukończył Moskiewską Akademię Górniczą, 1928-1933 pracował jako majster górniczy i inżynier górniczy w Jenakijewem. W latach 1933–1936 był szefem warsztatu w zakładzie przemysłowym w Dniepropietrowsku, w 1934 wstąpił do WKP(b), w styczniu 1936 został szefem warsztatu kombinatu metalurgicznego w Magnitogorsku, od listopada 1936 do marca 1937 był w nim głównym inżynierem. Od marca 1937 do lutego 1939 był dyrektorem kombinatu metalurgicznego w Magnitogorsku, który w tym czasie stał się liderem czarnej metalurgii w ZSRR i jednym z przodujących zakładów przemysłowych w kraju. Od lutego 1939 do stycznia 1954 był I zastępcą ludowego komisarza/ministra czarnej metalurgii ZSRR, w 1941 odegrał główną rolę w założeniu kombinatu metalurgicznego w Niżnym Tagile, w styczniu 1954 został I zastępcą przewodniczącego Państwowego Komitetu Rady Ministrów ZSRR ds. nowoczesnej techniki. Napisał wiele prac na temat produkcji przemysłowej. Był deputowanym do Rady Najwyższej ZSRR 1 i 2 kadencji (1937-1950). Został pochowany na Cmentarzu Nowodziewiczym. Jego imieniem nazwano ulicę w Magnitogorsku.

## Odznaczenia
- Medal Sierp i Młot Bohatera Pracy Socjalistycznej (30 września 1943)
- Order Lenina (sześciokrotnie - 23 marca 1935, 30 września 1943, 31 marca 1945, 5 maja 1949, 30 stycznia 1952 i 19 lipca 1958)
- Order Czerwonego Sztandaru Pracy (7 kwietnia 1935)

I medale.